# Erebia melampus
Erebia melampus là một member of the Satyrinae phân họ Nymphalidae. Loài này phân bố ởand common ở miền nam valleys and mountains của Thụy Sĩ. The range extends across Áo và phía nam đến the Maritime Alps in Pháp. Nó được tìm thấy ở độ cao 800 to 2,400 mét.
Sải cánh dài 30–36 mm. Con trưởng thành bay từ tháng 7 đến tháng 9.
Ấu trùng ăn các loài Festuca and Poa khác nhau.